# 希爾伯特第九問題
希爾伯特第九問題是希爾伯特的23個問題的一個問題，要在一般代数数域中找到可以對應k階範式剩餘的互反律，其中k為質數，而範式剩餘是利用希爾伯特符號計算。

## 進展
在此問題的求解上，已有一些進展，但還沒完全解決。奧地利數學家埃米爾·阿廷（1924; 1927; 1930）發現了處理代数数域下阿貝爾擴展的阿廷互反律。赫爾穆特·哈斯不但發現了更一般性的哈塞互反律，他和高木貞治的貢獻也帶動了類域論的發展，用抽象的方式來處理希爾伯特符號。後來伊戈爾·沙發列維奇（1948; 1949; 1950）找到特定情形下範式剩餘的公式。
和希爾伯特第十二問題有關的非阿贝尔类域论是數論中最有挑戰性的問題之一，此問題僅解決了一小部份。

## 外部連結
- 希爾伯特演講內容的英文翻譯 （页面存档备份，存于）